# Ліан Тут
Ліан Тут (англ. Liane Tooth, 13 березня 1962) — австралійська хокеїстка на траві.
Олімпійська чемпіонка 1988, 1996 років, учасниця 1984, 1992 років.
Переможниця Трофею чемпіонів 1991, 1993 років, срібна призерка 1987 року.
Срібна призерка Чемпіонату світу 1990 року.